# جوشوا كوليت
جوشوا كوليت (بالإنجليزية: Joshua Collett) هو محامي وقاضي أمريكي، ولد في 20 نوفمبر 1781 في مقاطعة بيركلي في الولايات المتحدة، وتوفي في 23 مايو 1855 في لبنان في الولايات المتحدة.